# Animal Magnetism
Animal Magnetism (с англ. — «Животный магнетизм») — седьмой студийный альбом немецкой рок-группы Scorpions, выпущенный в 1980 году.

## Об альбоме
Animal Magnetism был записан в период с октября 1979 года по февраль 1980 года, относительно быстро по сравнению с другими альбомами до него. Продюсером снова выступил Дитер Диркс. Альбом вышел вышел в продажу 31 марта 1980 года. Хотя Animal Magnetism искусно повторил формулу альбома Lovedrive, он не смог превзойти успех предшественника.
Барабанщик Герман Раребелл взял на себя ответственность за написание некоторых текстов, включая драйвовый первый трек «Make It Real», а гитарист Рудольф Шенкер стал автором музыки большинства песен альбома. Второй номер оригинальной пластинки, «Don’t Make No Promises (Your Body Can’t Keep)», по мнению журналиста Дэйва Линга, содержит текст, высмеивающий феминисток. 
Песня «The Zoo», по мнению журнала Billboard, — одна из самых самобытных песен группы, характеризующаяся медленным, мощным грувом и культовым гитарным риффом. Текст песни, вдохновлённый жизнью в Нью-Йорке, отражает впечатления группы от большого города, который они сравнивают с зоопарком из-за его бешеного темпа и контрастов. Песня выделяется своей мрачной атмосферой и запоминающимся ритмом, знаменуя собой поворотный момент в музыкальном стиле Scorpions. Гитарист Дэйв Мастейн из группы Megadeth рассказал свои впечатления от этой песни: «В „The Zoo“ нет мощного риффа, но зато у неё очень цепляющая мелодия. „The Zoo“ открыла нам дверь, показав как можно писать тяжёлые мелодичные песни».
Онлайн-издание Ultimate Classic Rock отмечает пару мелодичных хард-роковых песен «Hold Me Tight» и «20th Century Man», а также жемчужину альбома — балладу «Lady Starlight», в которую была включена секция из восьми струнных и духовых инструментов, чтобы еще больше усилить её романтическое настроение. Песня была выпущена в качестве первого сингла альбома, однако эта баллада не стала ни хитом, ни особым фаворитом фанатов.

## Критика
Журнал Classic Rock считает Animal Magnetism несправедливо недооцененным релизом, который был зажат между выдающимися альбомами Lovedrive и Blackout. Группа авторов журнала отмечает влияние Led Zeppelin в заглавном треке, а также выделяет электризующий гимн «Make It Real» и считает песню «The Zoo» с её угрожающим ритмом, усиленным ток-боксом Маттиаса Ябса, классикой Scorpions всех времен.  
Музыкальный критик Эдуардо Ривадавиа в своём обзоре лучших альбомов группы пишет: «Scorpions ворвались в 80-е, стремясь к оглушительному успеху в Америке, уже добившись успеха в Европе и даже Японии. Вскоре это произошло с большим размахом, но не без упрочившейся позиции в чартах, заложенной такими неизменными хитами из этого альбома, как „Make it Real“, „Don’t Make No Promises“ и „The Zoo“».  

## Обложка
Обложка пластинки была создана Стормом Торгерсоном из дизайн-фирмы Hipgnosis. Как и некоторые обложки ранних альбомов Scorpions, она вызвала много противоречивых оценок. Однако, в отличие от предыдущих дисков, это не привело к её замене. Комментируя изображение на обложке — мужчину, пьющего пиво, и женщину с собакой, — Сторм сказал: «Весёлая обложка. Правда, получилась немного грубоватая».
Басист Scorpions Франсис Бухгольц вспоминает, что «Герман предложил назвать альбом Animal Magnetism, это было интересное название. И нам оно понравилось. Мы обратились к этому парню Сторму, который разрабатывал обложки для Pink Floyd, и он взялся за работу с энтузиазмом. Сторм предложил идею обложки, лично мне она не понравилась, но остальные были в восторге. Хотя, мне понравилась собака».

## Детали переиздания
В 2015 году альбом был ремастирован и дополнен в рамках серии юбилейных переизданий 50th Anniversary. Это переиздание содержит 6 бонусных треков, включая песню «Hey You», на которой Рудольф Шенкер исполняет вокал, и демо-версию заглавного трека, которая значительно отличается от того, что в конечном итоге появилось на альбоме. Онлайн-издание Written in Music в своём обзоре пишет, что песня «American Girls» звучит как композиция Рика Спрингфилда и, по понятным причинам, не вошла в альбом. Три заключительные демо «Get Your Love», «Restless Man» и «All Night Long» являются интересными дополнениями альбома, который, как и другие переиздания этой серии, богато снабжен фотографиями и предысторией.  
Неизданная демоверсия «American Girls», которая появилась на 50-летнем юбилейном издании Animal Magnetism в 2015 году, по мнению издания Louder является одной из худших песен группы и совершенно справедливо не вошла в оригинальный альбом 1980 года из-за довольно примитивного текста.  

## Список композиций
Сторона 1:
1. «Make It Real» (Рудольф Шенкер, Герман Раребелл) — 3:49
2. «Don’t Make No Promises (Your Body Can’t Keep)» (Маттиас Ябс, Раребелл) — 2:55
3. «Hold Me Tight» (Шенкер, Клаус Майне, Раребелл) — 3:53
4. «Twentieth Century Man» (Шенкер, Майне) — 3:00
5. «Lady Starlight» (Шенкер, Майне) — 6:11

Сторона 2:
1. «Falling in Love» (Раребелл) — 4:09
2. «Only a Man» (Шенкер, Майне, Раребелл) — 3:32
3. «The Zoo» (Шенкер, Майне) — 5:28
4. «Animal Magnetism» (Шенкер, Майне, Раребелл) — 5:56

Бонус-трек на CD:
1. «Hey You» (Шенкер, Майне, Раребелл) — (исполняет Рудольф Шенкер) (не во всех вариантах релиза) — 3.47

## Участники записи
- Клаус Майне — вокал
- Рудольф Шенкер — гитара
- Маттиас Ябс — гитара
- Френсис Бухгольц — бас-гитара
- Герман Раребелл — ударные
- Дитер Диркс, Breeze-Music — продюсер

Приглашённые музыканты для «Lady Starlight»
- Аллан Макмиллан — смычковые и духовые аранжировки, дирижёр
- Адель Эрман, Виктория Ричард — скрипки
- Пол Эрман — альт
- Ричард Эрман — виолончель
- Чарльз Эллиот — контрабас
- Мелвин Берман — гобой
- Джордж Стимпсон, Брэд Вомар — валторны